# ゴシップ (2022年のテレビドラマ)
『ゴシップ #彼女が知りたい本当の○○』（ゴシップ かのじょがしりたいほんとうのまるまる）は、2022年1月6日から3月17日までフジテレビ系「木曜劇場」枠で放送されたテレビドラマ。主演はフジテレビ系連続ドラマ初主演となる黒木華。

## 概要
日本人の2人に1人が毎日ネットニュースをチェックする時代。本作は大手出版社の編集部員である瀬古凛々子がネットニュースサイト「カンフルNEWS」の閉鎖危機を救うべく奮闘する姿を描くとともに、そこで働く者たちの生き方や仕事、恋愛を通して新しい時代の人と人との繋がりの大切さを描く。

## キャスト

### 主要人物
瀬古凛々子（せこ りりこ）〈31〉
演 - 黒木華（中学時代：山田美紅羽）
本作の主人公。大手出版社「クスノキ出版」が運営するネットニュースサイト「カンフルNEWS」の編集部員。仁和からPV数アップの命を受け経理部から異動してきた。山田礼二の退社に伴い、編集長に抜擢される。愛読書は、辞書『大辞語』。
洞察力が鋭く、些細な物事から矛盾や誤りを見抜き、経理部時代では「ケルベロス」のあだ名で呼ばれていた。一方、感情表現や空気を読むのは苦手で、取材には遠慮なくぶしつけな事も平然と行う。
「カンフルNEWS」で当然の如く行っていたコタツ記事を否定し、丹念な取材で事件の真相を突き止め、掲載記事にも個人の署名を付けることを信条とする。
物事に違和感を抱くと「ざわざわする」と言い取材活動に入る。決定的な証拠を掴むと「見つけた。」と決め台詞を呟く。
学生時代、同級生であった岸辺春香の死亡事件に際し、加害者として実名入りのデマをネット上に流された過去を持つ。

### カンフルNEWS編集部
クスノキ出版が手掛けるWEBメディア。かつて発行していた雑誌『週刊カンフル』を前身とし、週刊カンフルの廃刊に伴ってWEB部門が残されていた。オフィスはクスノキ出版本社近くの別館に設置されている。凛々子が異動してくるまで仕事のモチベーションは低く、社内でお荷物扱いされていた。
根津道春（ねづ みちはる）〈31〉
演 - 溝端淳平
編集部員。カルチャー分野やインタビュー担当。凛々子の同期で、無鉄砲な凛々子の行動のサポート役でもある。
また、本作後編では凛々子に気があることを示唆させるような描写がある。
下馬蹴人（しもうま しゅうと）〈26〉
演 - 野村周平
編集部員。スポーツやコタツ記事担当。認知症の祖母を介護している。
椛谷静司（かばたに せいじ）〈48〉
演 - 野間口徹
編集部員。食に関する記事やタイアップ担当。
薬膳カフェ「黄実子」の常連でもある。
一本真琴（いちもと まこと）〈23〉
演 - 石井杏奈
新人の編集部員。漫画編集者志望で、「カンフルNEWS」の存在を疑問視している。
山田礼二（やまだ れいじ）〈58〉
演 - 生瀬勝久
なるべくトラブルを避けたがる、のんびりした性格の編集長だったが、フェイクニュースを出したことで責任をとって退職する。

### クスノキ出版
カンフルNEWSの運営元。
矢部涼介（やべ りょうすけ）〈23〉
演 - 一ノ瀬颯
書籍編集部所属の編集者。真琴の同期でコネ入社。
仁和正樹（にわ まさき）〈48〉
演 - 安藤政信
執行役員。元人事部長。凛々子を採用し、経理部から「カンフルNEWS」への異動も命じる。

### ハヤミミ!
ワイドショー番組。
竹富喜一郎（たけとみ きいちろう）
演 - 大鶴義丹
名物司会者。ネットニュースの存在に否定的で、特に「カンフルNEWS」に対しては名指しで批判を行っている。
茉菜
演 - 宇垣美里
女性アナウンサー。愛称はマナティー。番組進行を円滑に行い、竹富のブレーキ役ともなる存在。
田村
演 - 新井義幸（はりけ〜んず）
番組コメンテーター。

### その他
笹目虎太郎（ささめ こたろう）〈29〉
演 - 寛一郎（中学時代：長野蒼大）
フリーカメラマン。凛々子の死亡した友人・岸辺春香の弟。後にカンフルNEWSの契約カメラマンになる。ひそかに凛々子に想いを寄せており、本作後編では想いを伝え、共に海外へと行かないかと誘うものの、断られる。
獏（ばく）
演 - 高橋侃
凛々子が行きつけの薬膳カフェ「黄実子」の店員。無口だが、客が注文せずとも食べたいメニューを探り当てる。
黄実子（きみこ）〈45〉
演 - りょう
薬膳カフェ「黄実子」の店長で、凛々子の相談役。
椛谷とは以前面識があった模様。

### ゲスト

#### 第1話
平泉孝志
演 - 瀬川亮
「クスノキ出版」書籍編集部の部長。
岩田ありさ
演 - 白井琥珀
「クスノキ出版」総務部。
松永大吾
演 - 古澤蓮
「グリフィン・ラボ」の代表取締役。
金子京平
演 - 原金太郎
「カネコ模型」の店主。

#### 第2話
前橋恵一
演 - 武田航平
人気俳優。元女優の妻・清瀬みさとと「円満離婚」と報じられる。
清瀬みさと
演 - 清水葉月
元女優。恵一と離婚した。
牧紗耶香
演 - 秋元才加
恵一のマネージャー。
林
演 - 松角洋平（最終話）
「週刊東西」の記者。
宮島鈴音
演 - 大原梓
恵一と不倫したとされるグラビアアイドル。
マキト
演 - 芳村宗治郎
鈴音の元彼。
豪田
演 - 鈴木隆仁
鈴音の所属事務所の代表。
翼
演 - 石塚錬
みさとの息子。

#### 第3話
椛谷涼太
演 - 大西利空（最終話）
静司の息子。
青野郁
演 - 上國料萌衣（アンジュルム）
謎の覆面JKシンガー“AOI”と同じピースサインをしていた女性。
MIZAC
演 - 濱津隆之
20年前に「Winter High」を大ヒットさせた一発屋シンガーソングライター。
井出
演 - 金剛地武志
AOIが所属する「EDEN RECORD」のプロデューサー。

#### 第4話
カマドウマ
演 - 大木空
心霊スポットからの生配信中に忽然と姿を消したYouTuber。
下馬智子
演 - 安澤千草（第9話）
蹴人の母。
下馬清子
演 - 今本洋子（第9話、最終話）
蹴人の祖母。
役名不明
演 - ツリメ（アバンティーズ）
カマドウマの仲間のYouTuber。

#### 第5話
沢宮結奈
演 - 茅島みずき
人気プロゴルファー。真琴の高校時代からの友人。
岸辺春香
演 - 永瀬莉子（第6話）
16年前に死亡した虎太郎の姉。
役名不明
演 - うえきやサトシ
沢宮結奈の盗撮犯。
結奈と真琴の高校の同級生
演 - 羽瀬川なぎ、清水らら
結奈の父
演 - 石塚瑛資

#### 第6話
南雲タケシ
演 - やついいちろう
世界的な人気を誇る漫画家。「第1回東京国際MANGA祭」コンペティション部門の審査委員長。キャンセル・カルチャーの被害者。
南雲沙羅
演 - 凛美
タケシの娘。
真島正義
演 - 島丈明（最終話）
南雲親子を糾弾するYouTuber。
ウグイス書店店主
演 - 緒方賢一
タケシが昔万引きをしていたことで書店を閉店したとされた。
瀬古咲恵
演 - かとうあつき（最終話は写真出演）
凛々子の母。

#### 第7話
武藤梢
演 - 川添野愛
占いができるというネコ「たまこ」の飼い主。
阿久津舞衣
演 - 小林涼子（第8話）
道春と大学の同級生で元カノ。東報新聞社会部の記者。
倉吉
演 - 小林竜樹
梢のマッチングアプリの相手で、「たまこ」の元々の飼い主。

#### 第8話
城島久志
演 - 森岡豊
シェアサイクルベンチャー「レンチャリ」の社長。
城島恭平
演 - 新原泰佑
久志の息子。立東大学に合格したものの、裏口入学の疑惑がある。
根津道真
演 - 飯田基祐
道春の父。立東大学の学長。
坂田彩
演 - 松本妃代
立東大学に勤務する派遣の事務員。

#### 第9話
草川敦（くさかわ あつし）
演 - 渡辺佑太朗
若い女性たちから圧倒的な支持を集める小説家。
井伏直哉（いぶせ なおや）
演 - 津田寛治
「クスノキ出版」書籍編集部・部長。
島崎一葉（しまざき かずは）
演 - 白石糸
小説家を目指すアルバイター。
川端心平（かわばた しんぺい）
演 - 浜谷健司（ハマカーン）
書籍編集者。
秘書
演 - 太田美恵（最終話）
仁和の秘書。

#### 第10話
阿万野久二夫
演 - 津村和幸
「永鳥新人文学賞」大賞を受賞した元タレントの安藤トモが所属している芸能事務所社長。
結城玄
演 - 河野達郎
人気作家。「永鳥新人文学賞」の審査委員長。
結城美波
演 - 鈴木砂羽
玄の妻。仁和の元妻。
向井未央
演 - 生田絵梨花（最終話）
女子大生。
榎本明日香
演 - 永瀬未留（最終話）
就活生。一本に決定的な情報を伝える。
鷹部晋也
演 - 石原生涯
「インターネオ」の社員。就活生に対して詐欺を働いていた疑惑がある。

#### 第11話（最終話）
山之内文哉
演 - 垣内健吾
クスノキ出版元社員。就活生の未央に性的暴行を行った。
猫塚太一
演 - 芝崎昇
招き猫タクシーの運転手。

## スタッフ
- 脚本 - 関えり香、橋本夏、青塚美穂[1]
- 音楽 - 得田真裕[24]
- 主題歌 - キタニタツヤ「冷たい渦」「プラネテス」（ソニー・ミュージックレーベルズ）[25]
- 医療監修 - 高瀬年人
- マジック監修 - 中野雄介
- 薬膳監修 - 薬日本堂株式会社[26]
- 編成企画 - 渡辺恒也、髙木由佳[1]
- プロデュース - 芳川茜[1]
- 演出 - 石川淳一、木村真人、木下高男、淵上正人[24]
- 制作 - フジテレビ
- 制作・著作 - 共テレ

## 放送日程
| 各話                                                                        | 放送日  | サブタイトル                                                       | 脚本     | 演出     | 視聴率 |
| --------------------------------------------------------------------------- | ------- | ------------------------------------------------------------------ | -------- | -------- | ------ |
| 第1話                                                                       | 1月06日 | 始まりはフェイクニュース!? 匿名の悪意と瀬古凛々子という女          | 関えり香 | 石川淳一 | 6.5%   |
| 第2話                                                                       | 1月13日 | ケルベロスが新編集長!? 円満離婚に潜む嘘                            | 橋本夏   | 石川淳一 | 6.0%   |
| 第3話                                                                       | 1月20日 | 覆面女子高生シンガーの素顔を暴く!?                                 | 青塚美穂 | 木村真人 | 5.7%   |
| 第4話                                                                       | 1月27日 | 人気ユーチューバーが心霊スポットで謎の失踪!?                       | 橋本夏   | 木村真人 | 6.3%   |
| 第5話                                                                       | 2月03日 | 友情と仕事の間で揺れる心… 女子プロゴルファー無期限休養の真相とは!? | 関えり香 | 木下高男 | 6.1%   |
| 第6話                                                                       | 2月10日 | 瀬古凛々子の秘密…ついに明かされる事実と秘めた想い                  | 橋本夏   | 石川淳一 | 6.8％  |
| 第7話                                                                       | 2月17日 | 新生カンフルNEWS、占い猫を追う! 信じることの本当の意味             | 青塚美穂 | 木村真人 | 4.3%   |
| 第8話                                                                       | 2月24日 | 裏口入学問題の黒幕は根津の父親!?「親ガチャ」が握る運命             | 橋本夏   | 淵上正人 | 6.0％  |
| 第9話                                                                       | 3月03日 | カンフルNEWS VS 書籍編集部! スクープ禁止令                         | 青塚美穂 | 木村真人 | 5.5%   |
| 第10話                                                                      | 3月10日 | 2つの特大スクープ到来! 現れた強敵は仁和の元妻                      | 関えり香 | 石川淳一 | 6.3%   |
| 最終話                                                                      | 3月17日 | カンフルNEWSが閉鎖!? 最後の事実と署名記事                          | 橋本夏   | 石川淳一 | 6.3%   |
| 平均視聴率 6.0%（視聴率はビデオリサーチ調べ、関東地区・世帯・リアルタイム） |         |                                                                    |          |          |        |

- 初回は22時 - 23時9分の15分拡大放送。